# Kapelleken van Schollaert

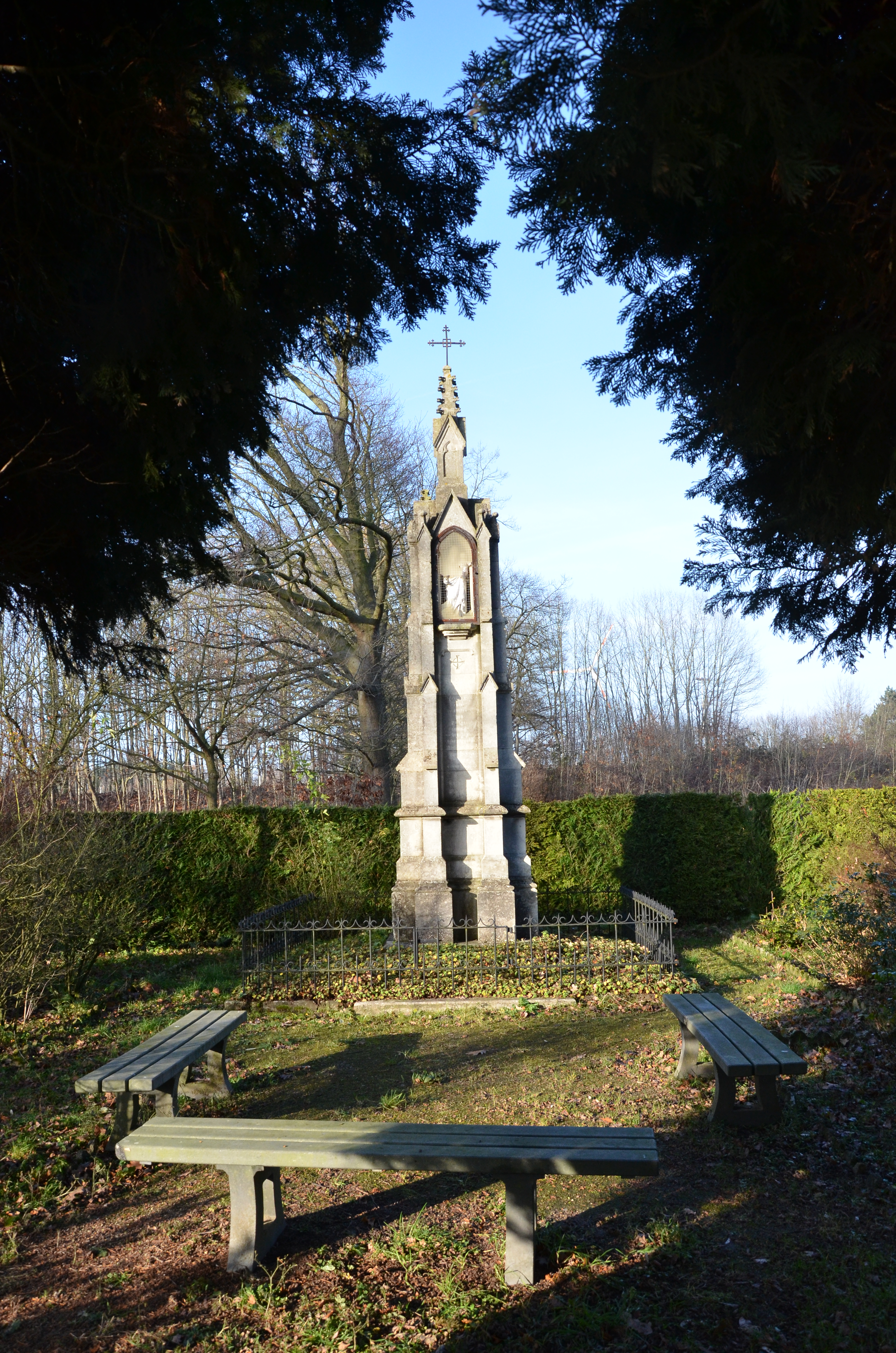
Kapelleken van Schollaert

Het Kapelleken van Schollaert is een kapel in de tot de Antwerpse gemeente Laakdal behorende plaats Meerlaar, gelegen aan Verboekt.
Het is een neogotische kapel, gelegen op de kruising van twee dreven die samenhangen met Kasteel Meerlaer. Het betreft een torenvormige natuurstenen zuil van zeven meter hoogte met bovenin een nis met een Mariabeeld. De kapel dient tevens als monument voor Désiré Van den Schrieck, toenmalig eigenaar van het kasteel.